# Rio Cioiana
O Rio Cioiana é um rio da Romênia, afluente do Jiu, localizado no distrito de Gorj.